# Dolenji Vrh
Dolenji Vrh – wieś w Słowenii, w gminie Trebnje. W 2018 roku liczyła 32 mieszkańców.